# 塔纳比
塔纳比是巴西圣保罗州的一个市镇。总面积745.233平方公里，总人口23381人，人口密度31.4人/平方公里。